# Marco Tilio
Marco Tilio, né le 23 août 2001 à Hurstville en Australie, est un footballeur australien qui évolue au poste d'ailier au Celtic FC.

## Biographie

### En club

#### Sydney FC (2019-2020)
Le 21 mai 2019, Marco Tilio commence sa carrière professionnelle à seulement 17 ans, 8 mois et 9 jours à l'occasion des phases de groupes de la Ligue des champions de l'AFC en 2019 face au Kawasaki Frontale. Marco remplace Anthony Cáceres à la 74e minute de jeu, alors que le Sydney FC perdait déjà lourdement la rencontre (0 à 4), le jeune Marco ne changera pas la face de la rencontre et elle se terminera sur le même score qu'à sa rentrée en jeu.
Il n'arrive ensuite pas à attirer l'œil du staff de l'équipe première du Sydney FC afin de l'intégrer dans l'équipe première, ceci même s'il impressionne avec la réserve en remportant par exemple le titre de champion et le trophée de Soulier d'Or de Y-League (championnat australien des moins de 20 ans).
Marco Tilio joue son premier match en A-League le 23 février 2020 à l'occasion de la 20e journée d'A-League 2019-2020 face au Central Coast Mariners. Il remplace le buteur Adam le Fondre à la 88e minute et marque après une minute jouée, il offre aussi une passe décisive à Harry Van der Saag seulement deux minutes plus tard.
Même ce genre de performance ne lui permet pas d'avoir plus de temps de jeu, il joue seulement deux rencontres après celle face au Central Coast Mariners. Son bilan en fin de saison 2019-2020 est alors de cinq matchs joués, un but marqué et une passe décisive délivrée mais en ayant joué le faible total de trente minutes sur l'ensemble de ces cinq rencontres. Il remporte cependant le titre de champion d'Australie, ceci sans jouer la finale face à Melbourne City.
Sa frustration de ne pas jouer devient publique le 7 septembre 2020, lorsque le site officiel du club annonce que Marco Tilio quitte le club après avoir refusé une prolongation de contrat. Steve Corica, entraîneur de l'équipe première, déclare : « Nous lui avons offert un contrat mais comme tous les joueurs il voulait jouer pour l'équipe première et nous ne pouvions pas lui offrir cette garantie. ».

#### Melbourne City (depuis 2020)
Melbourne City, venant de perdre le titre face au Sydney FC, flaire le coup et prend immédiatement contact avec Marco Tilio. Patrick Kisnorbo (entraîneur de l'équipe première de Melbourne) lui promet alors plus de temps de jeu et un plus grand rôle dans l'équipe.
Le 21 septembre 2020, le club annonce officiellement l'arrivée de Marco Tilio, il arrive librement et signe un contrat de trois ans.
Ces débuts avec Melbourne City sont assez timides, il joue très peu et quelques joueurs lui sont préférés. Il reçoit cependant beaucoup plus de temps de jeu à partir d'avril 2021 où il enchaîne de bonnes performances (notamment un but marqué face au Wellington Phoenix et deux passes décisives face au rival, le Melbourne Victory).
Melbourne City finit alors premier de la saison régulière, se qualifie automatiquement pour les demi-finales et affronte le Macarthur FC (ayant battu les Central Coast Mariners en quart). Marco Tilio réalise une grande performance en étant impliqué dans les deux seuls buts de la rencontre, il réalise une passe décisive pour Stefan Colakovski à la 54e minute et marque ensuite une minute plus tard, ceci qualifie Melbourne en finale. 
Ironie du sort, Melbourne affronte de nouveau le Sydney FC en finale, Marco Tilio joue cependant cette fois-ci pour Melbourne et jouera l'entièreté de la rencontre. Melbourne City finit par remporter la victoire en battant Sydney 3 à 1. Marco remporte alors son deuxième titre de champion d'Australie à seulement 19 ans et ceci avec deux clubs différents.

#### Celtic FC (depuis 2023)
Le 30 juin 2023, le Celtic FC annonce l'arrivée de Marco Tilio pour cinq ans.

### En équipe nationale
Avec la sélection olympique, il participe aux Jeux olympiques d'été de 2020 organisé à Tokyo. Lors du tournoi olympique, il joue trois matchs. Il se met en évidence en marquant un but lors de la première rencontre face à l'Argentine. Toutefois, avec un bilan d'une seule victoire et deux défaites, l'Australie ne parvient pas à dépasser le premier tour.
Le 8 novembre 2022, il est sélectionné par Graham Arnold pour participer à la Coupe du monde 2022.
Marco Tilio participe au tournoi Maurice Revello en 2023 avec les espoirs australiens, et perd en demi-finale.

## Carrière

### Statistiques générales
| Saison                | Club                  | Championnat           | Championnat | Championnat | Championnat | Coupe(s) nationale(s) | Coupe(s) nationale(s) | Coupe(s) nationale(s) | Compétition(s) continentale(s) | Compétition(s) continentale(s) | Compétition(s) continentale(s) | Compétition(s) continentale(s) | Total | Total | Total |
| Saison                | Club                  | Division              | M.          | B.          | P.d.        | M.                    | B.                    | P.d.                  | Comp.                          | M.                             | B.                             | P.d.                           | M.    | B.    | P.d.  |
| 2018-2019             | Sydney FC             | A-League              | -           | -           | -           | -                     | -                     | -                     | ACL                            | 1                              | 0                              | 0                              | 1     | 0     | 0     |
| 2019-2020             | Sydney FC             | A-League              | 3           | 1           | 1           | -                     | -                     | -                     | ACL                            | 2                              | 0                              | 0                              | 5     | 1     | 1     |
| Sous-total            | Sous-total            | Sous-total            | 3           | 1           | 1           | 0                     | 0                     | 0                     | -                              | 3                              | 0                              | 0                              | 6     | 1     | 1     |
| 2020-2021             | Melbourne City        | A-League              | 22          | 2           | 5           | -                     | -                     | -                     | ACL                            | -                              | -                              | -                              | 22    | 2     | 5     |
| 2021-2022             | Melbourne City        | A-League              | 25          | 5           | 5           | 3                     | 0                     | 0                     | ACL                            | 5                              | 3                              | 1                              | 33    | 8     | 6     |
| 2022-2023             | Melbourne City        | A-League              | 29          | 10          | 5           | 2                     | 0                     | 0                     | -                              | -                              | -                              | -                              | 31    | 10    | 5     |
| 2023-2024             | Melbourne City (prêt) | A-League              | 4           | 1           | 0           | -                     | -                     | -                     | -                              | -                              | -                              | -                              | 4     | 1     | 0     |
| 2024-2025             | Melbourne City (prêt) | A-League              | 19          | 5           | 5           | 1                     | 0                     | 0                     | -                              | -                              | -                              | -                              | 20    | 5     | 5     |
| Sous-total            | Sous-total            | Sous-total            | 99          | 23          | 20          | 6                     | 0                     | 0                     | -                              | 5                              | 3                              | 1                              | 110   | 26    | 21    |
| 2023-2024             | Celtic FC             | Premiership           | 2           | 0           | 0           | -                     | -                     | -                     | C1                             | -                              | -                              | -                              | 2     | 0     | 0     |
| Sous-total            | Sous-total            | Sous-total            | 2           | 0           | 0           | 0                     | 0                     | 0                     | -                              | 0                              | 0                              | 0                              | 2     | 0     | 0     |
| Total sur la carrière | Total sur la carrière | Total sur la carrière | 104         | 24          | 21          | 6                     | 0                     | 0                     | -                              | 8                              | 3                              | 1                              | 118   | 27    | 22    |

## Palmarès

### En club

#### Sydney FC
- Champion d'Australie en 2020

#### Melbourne City
- Champion d'Australie en 2021 et 2025
- Vice-champion d'Australie en 2022 et 2023

### En sélection

#### Australie -20 ans
- Vainqueur du Championnat d'Asie du Sud-Est des moins de 19 ans en 2019